# Памятник Карлу Марксу (Трир)
Памятник Карлу Марксу установлен на площади Симеонштифтплац в городе Трир, Федеративная республика Германия, 5 мая 2018 года — в день 200-летия со дня рождения великого философа. Бронзовая статуя скульптора У Вэйшаня была получена в подарок от Китайской Народной Республики.
Скульптура представляет собой ростовую фигуру Карла Маркса в зрелом возрасте, шагающего вперёд с книгой в левой руке. Решительный взгляд философа направлен вдаль, подбородок слегка выдвинут, лоб в морщинах. Фигура установлена на ступенчатом пьедестале, облицованном базальтовыми плитами, пятиугольном в плане. Высота фигуры составляет 5,5 метра, что символизирует день рождения Маркса — 5 мая.
Скульптор У Вэйшань определил стиль своего произведения как сочетание «западного реализма», преобладавшего во времена Маркса, с «китайским импрессионизмом». По словам автора статуи, он стремился не только точно воспроизвести внешний облик основоположника коммунизма, но и передать его духовный мир. Движение вперёд символизирует значение идей Маркса и их направленность в будущее. Весь облик философа с длинными волосами, одетого в строгого покроя длинное пальто, исполнен достоинства, величия и мудрости. Книга в левой руке воплощает образование человечества. Пять углов постамента, на котором возвышается памятник, направлены в сторону пяти городов, с которыми Карл Маркс имел особую связь, — Трира, Берлина, Гамбурга (где жил его издатель Отто Мейснер), Парижа и Лондона.
Вопрос о допустимости принятия такого подарка от КНР вызвал бурные споры в городском совете Трира, положительное решение было вынесено в марте 2017 года. Китайская сторона выдвинула пожелание, чтобы памятник был установлен напротив дома, где родился Карл Маркс, однако городской совет предложил место бывшей автомобильной стоянки недалеко от одной из главных достопримечательностей Трира — древнеримских ворот Порта-Нигра. Чтобы успокоить общественное мнение, возведению памятника предшествовала установка на том же месте его деревянного макета в натуральную величину.
Китай взял на себя расходы по изготовлению памятника и постамента (92 500 евро), а также по доставке их из КНР в Трир. Родной город Маркса оплатил землеустроительные работы, закладку фундамента, благоустройство территории и освещение, что обошлось в сумму 39 000 евро.
Светофорный человечек на пешеходном переходе рядом с памятником имеет фигуру и узнаваемую бороду Карла Маркса.